# Elettrotreno Salone ETS 11
L'Elettrotreno Salone ETS.11 fu un convoglio ferroviario speciale fatto costruire nel 1940 dal dittatore fascista Benito Mussolini per uso proprio personale e dei suoi stretti collaboratori. Denominato inizialmente ALSe.10, venne consegnato alle FS nel 1940.

## Storia
Non potendo usufruire per i propri spostamenti del Treno Reale, ad esclusiva disposizione della casa regnante, Mussolini fece costruire un convoglio ferroviario per suo uso personale e dei suoi stretti collaboratori. Pur ispirandosi ai canoni di modernità, velocità e stile dell'ETR.200, venne decisa la costruzione di un complesso di due soli elementi, basandosi sui criteri industriali adottati dalla FIAT per le automotrici elettriche ALe.880.
Il nuovo convoglio, classificato inizialmente ALSe.10 (Automotrice Leggera Salone elettrica) e poco dopo ETS.11 (ElettroTreno Salone), fu consegnato alle FS nel 1940 e assegnato alla rimessa di Roma Termini responsabile della manutenzione del treno reale.
A causa della guerra l'ETS.11 venne usato raramente da Mussolini, in particolare nei trasferimenti verso Rimini dove passava qualche periodo di riposo, e rimase immobilizzato a Roma fino alla liberazione.
Nel 1952 fu trasformato in un complesso bloccato di automotrici, denominato ALe.184.001, con 184 posti a sedere (88 + 96), che nel 1962 venne sdoppiato in due unità singole classificate ALe.880.117 e 118, differenti dal resto del gruppo per diversi particolari.

## Caratteristiche
L'elettrotreno salone ETS.11 era composto da due elementi derivati dalle automotrici elettriche ALe.880, appositamente adattati come arredamento interno e permanentemente accoppiati con mantici protetti da carenature metalliche. Le testate sul lato dell'intercomunicante erano sprovviste della cabina di guida.
Il convoglio disponeva di un piccolo appartamento destinato al capo del governo, formato da una sala riunioni, una camera da letto con toilette provvista di vasca da bagno, e di due cabine a uno o due posti con divani-letto per i suoi stretti collaboratori; questi ambienti erano dotati di telefono. Erano inoltre presenti tre cabine singole e due cabine a quattro posti per gli accompagnatori dotate di divani trasformabili in letti, nonché un compartimento a tre posti a sedere per la scorta FS. I vani di servizio comprendevano un locale con dispensa e ghiacciaia, una cucina, un locale caldaia, una cabina radiotelefonica e un vano bagagli..
L'automotrice con la sala riunioni era dotata di due pantografi, mentre quella con il bagagliaio ne aveva uno solo sul lato della cabina di guida..
L'elettrotreno salone è stato costruito dalla FIAT con parte elettrica della Marelli. I dati tecnici sono gli stessi delle automotrici ALe 880.035-100, ad eccezione della maggiore lunghezza dei singoli elementi (2 x 27,580 mm contro 26,800 mm).